# Nethy Bridge
Nethy Bridge (Schots-Gaelisch: Cinn Drochaid) is een dorp in de Schotse lieutenancy Inverness in het raadsgebied Highland met 498 inwoners.